# Iwan Iskrow
Iwan Iskrow (bułg. Иван Искров, ur. 26 marca 1967 w Pirdopie) – bułgarski ekonomista i polityk, członek Narodowego Ruchu na rzecz Stabilności i Postępu i z jej ramienia deputowany na Zgromadzenie Narodowe 39. kadencji (2001–2003). Od października 2003 roku jest prezesem Bułgarskiego Banku Narodowego.

## Życiorys
Jest absolwentem Akademii Ekonomicznej w Sofii (1992). Naukę kontynuował na kursach w Chicago i Waszyngtonie. Po ukończeniu studiów pracował w Departamencie Nadzoru Bankowego w Bułgarskim Banku Narodowym (1993–1997), a następnie związał się z bankami komercyjnymi. Był wiceprezesem DSK Banku (1997–1999) i dyrektorem generalnym w Rosseximbanku (1999–2001).
Z list założonej przez byłego cara Symeona II partii Narodowy Ruch Symeon Drugi startował w wyborach parlamentarnych w 2001 roku. Zdobył mandat i został przewodniczącym parlamentarnej Komisji Finansów i Budżetu.
W październiku 2003 otrzymał nominację na prezesa Bułgarskiego Banku Narodowego.
Po wyborach parlamentarnych w 2009 roku, przegranych przez jego partię, zrezygnował ze stanowiska, mimo iż kilka tygodni wcześniej deputowani wybrali go na kolejną kadencję. Mimo dymisji pozostał na swoim stanowisku, gdyż zwycięskie ugrupowanie GERB postanowiło właśnie jego zgłosić na stanowisko szefa Banku Centralnego. Miał to być akt sukcesji między obecnym a poprzednim rządem.